# Cabanas (Avairon)
Cabanas (en francès Cabanès) és un municipi del departament francès de l'Avairon, a la regió d'Occitània.